# Обласні автомобільні шляхи Сумської області
Обласні автомобільні дороги Сумської області — автомобільні шляхи обласного значення, що проходять територією  Сумської області України. Список включає усі дороги місцевого значення області, головним критерієм для визначення порядку слідування елементів є номер дороги у переліку.